# Enfant au renard
Ne doit pas être confondu avec Le Renard et l'Enfant.
L’enfant au renard est une anecdote rapportée par Plutarque (Vie de Lycurgue, XVIII, 1), qui devient très populaire dans l'Antiquité :

« Au reste, ces enfants, quand ils dérobaient, craignaient si fort d'être découverts, qu'un d'eux, à ce qu'on rapporte, ayant pris un renardeau qu'il avait caché sous sa robe, se laissa déchirer le ventre par cet animal à coups d'ongles et de dents, sans jeter un seul cri, et aima mieux mourir que d'être découvert... »

L'anecdote devient symbole des rigueurs de l'éducation spartiate. Sa popularité vient de l'attrait macabre, dans le monde hellénistique et romain, pour l'étrangeté de Sparte, laquelle à son tour met en exergue ses coutumes les plus insolites au reste du monde. Plutarque compare d'ailleurs cette anecdote avec le rituel de la diamastigosis, la flagellation des jeunes au sanctuaire d'Artémis Orthia, qui attire des foules de touristes.
Victor Hugo y fait allusion dans son poème « Puisqu'il plut au Seigneur » dans son recueil Les Voix intérieures.
Charles Baudelaire fait une allusion à ce mythe dans l'introduction des fleurs du mal ainsi dans sa définition du dandy il affirme qu'« un dandy peut être un homme blasé, peut être un homme souffrant, mais dans ce dernier cas, il sourira comme le Lacédémonien sous la morsure du renard »,.

## Sources
- Plutarque, Vies parallèles [détail des éditions] [lire en ligne], (Vie de Lycurgue)